# The Great Deception
The Great Deception è un film muto del 1926 diretto da Howard Higgin. La sceneggiatura si basa su The Yellow Dove, romanzo di George Gibbs pubblicato a New York nel 1915 che era già stato portato sullo schermo nel 1919 con il film Shadows of Suspicion.

## Trama
Cyril Mansfield, agente britannico al soldo della Germania, è in realtà un agente doppio, fedele alla patria. Rizzio, anche lui agente doppio, sospetta la verità su Cyril. Quando l'agente inglese parte per la Germania insieme al fedele Handy, Rizzio rapisce Lois, una giovane americana innamorata di Cyril, che imbarca su un sottomarino, portandola al quartier generale tedesco. Innocentemente, Lois tradisce l'amato provocando la condanna a morte per ambedue. Rizzio, fingendo di aiutare Cyril, convince Lois ad accompagnarlo in una missione diplomatica. Cyril e Handy, però, riescono a fuggire con un aereo che li riporterà in Inghilterra insieme a Lois.

## Produzione
Il film fu prodotto dalla Robert Kane Productions.

## Distribuzione
Il copyright del film, richiesto dalla First National Pictures, Inc., fu registrato il 27 luglio 1926 con il numero LP22984.
Distribuito dalla First National Pictures e presentato da Robert Kane, il film uscì nelle sale cinematografiche degli Stati Uniti il 25 luglio 1926. L'11 luglio 1927, il film fu distribuito nel Regno Unito dalla First National Film Distributors.